# Neurothemis fluctuans
Neurothemis fluctuans is een libellensoort uit de familie van de korenbouten (Libellulidae), onderorde echte libellen (Anisoptera).
De soort staat op de Rode Lijst van de IUCN als niet bedreigd, beoordelingsjaar 2010, de trend van de populatie is volgens de IUCN stabiel.
De wetenschappelijke naam Neurothemis fluctuans is voor het eerst geldig gepubliceerd in 1793 door Fabricius.